# Бутова (заказник)
Ландшафтний заказник місцевого значення «Бу́това» — ландшафтний заказник місцевого значення. Оголошений відповідно до Розпорядження Вінницької обласної державної адміністрації № 200 від 22.12.1995 року.
Ділянка заказника площею 67,4 га простягається з північного заходу на південний схід і розташована на схилах північно-східної експозиції крутизною 18–22 градуси та південно-західної експозиції крутизною 8–12 градусів. Пасовища з лучною та степовою рослинністю займають 43,1 га, водно-болотні угіддя — 12,8 га, лісові насадження — 8,4 га.
За ґрунтово-кліматичними умовами заказник знаходиться на межі переходу степу у лісостеп, що характеризується відповідною рослинністю. З дерев тут зростають дуб звичайний, сосна, явір (штучна посадка), з кущів — глід, ліщина, калина, шипшина, черемха звичайна. Є насадження дикої груші, яблуні, черешні.
В трав'яному покриві зростає полин, чебрець, дзвоники різних видів, звіробій. У лісі навесні зустрічається фіалка запашна, проліска дволиста, підсніжник. У пониззі біля води зростають аїр, різні види осоки, очерету, водяні півники, плавун.
У водоймах водяться ондатра, черепаха, різні земноводні та риби. Із птахів — сіра чапля, очеретянка, бджолоїдка, дикі качки, водяні курочки та кулики. Зі звірів — зайці, лисиці. У заказнику дозволяється регульована рекреація та випасання худоби.